# Chasmodia amazona
Chasmodia amazona är en skalbaggsart som beskrevs av Carl Peter Thunberg 1822. Chasmodia amazona ingår i släktet Chasmodia och familjen Rutelidae. Inga underarter finns listade i Catalogue of Life.